# Premio August
Il Premio August (Augustpriset) è un premio letterario svedese assegnato alle migliori opere di narrativa, saggistica e letteratura per ragazzi.
Fondato nel 1989 dalla Swedish Publishers' Association in onore dello scrittore August Strindberg, è considerato tra i riconoscimenti letterari svedesi più prestigiosi.
Suddiviso in tre categorie: narrativa, saggistica e letteratura per ragazzi, riconosce ad ogni vincitore 100000 corone e una statua di bronzo creata dall'artista Michael Fare.

## Albo d'oro[6]
| Anno | Narrativa                                                                                            | Saggistica | Letteratura per ragazzi                                                                        |
| ---- | --- | --- | ---------------------------------------------------------------------------------------------- |
| 1989 | Cecilia Lindqvist Tecknens rike                                                                      | -- | --                                                                                             |
| 1990 | Lars Ahlin De sotarna! De sotarna!                                                                   | -- | --                                                                                             |
| 1991 | Sven Delblanc Livets Ax                                                                              | -- | --                                                                                             |
| 1992 | Niklas Rådström Medan tiden tänker på annat                                                          | Gunnar Broberg e altri Gyllene äpplen                                                                                     | Peter Pohl e Kinna Gieth Jag saknar dig, jag saknar dig!                                       |
| 1993 | Kerstin Ekman Il buio scese sull'acqua (Händelser vid vatten)                                        | Peter Englund Ofredsår | Mats Wahl Vinterviken                                                                          |
| 1994 | Björn Ranelid Synden                                                                                 | Leif Jonsson e altri Musiken i Sverige I-IV                                                                               | Ulf Nilsson Mästaren och de fyra skrivarna                                                     |
| 1995 | Torgny Lindgren Miele (Hummelhonung)                                                                 | Maria Flinck Tusen år i trädgården. Från sörmländska herrgårdar och bakgårdar                                             | Rose Lagercrantz La ragazza che non voleva baciare (Flickan som inte ville kyssas)             |
| 1996 | Tomas Tranströmer La lugubre gondola (Sorgegondolen)                                                 | Maja Hagerman Spåren av kungens män                                                                                       | Ulf Stark e Anna Höglund Min syster är en ängel                                                |
| 1997 | Majgull Axelsson Strega d'aprile (Aprilhäxan)                                                        | Sven-Eric Liedman I skuggan av framtiden                                                                                  | Annika Thor Obbligo o verità (Sanning eller konsekvens)                                        |
| 1998 | Göran Tunström Uomini famosi che sono stati a Sunne (Berömda män som varit i Sunne)                  | Bengt Jangfeldt Svenska vägar till S:t Petersburg                                                                         | Henning Mankell Il ragazzo che voleva arrivare ai confini del mondo (Resan till världens ände) |
| 1999 | Per Olov Enquist Il medico di corte (Livläkarens besök)                                              | Jan Svartvik Engelska - öspråk, världsspråk, trendspråk                                                                   | Stefan Casta Spelar död                                                                        |
| 2000 | Mikael Niemi Musica rock da Vittula (Populärmusik från Vittula)                                      | Dick Harrison Stora döden                                                                                                 | Pija Lindenbaum Gittan och gråvargarna                                                         |
| 2001 | Torbjörn Flygt Underdog                                                                              | Hans Hammarskiöld, Anita Theorell e Per Wästberg Minnets stigar                                                           | Sara Kadefors Sandor slash Ida                                                                 |
| 2002 | Carl-Johan Vallgren Storia di un amore straordinario (Den vidunderliga kärlekens historia)           | Lars-Olof Larsson Gustav Vasa - landsfader eller tyrann?                                                                  | Ulf Nilsson e Anna-Clara Tidholm Adjö, herr Muffin                                             |
| 2003 | Kerstin Ekman Skraplotter                                                                            | Nils Uddenberg Idéer om livet                                                                                             | Johanna Thydell I taket lyser stjärnorna                                                       |
| 2004 | Bengt Ohlsson Gregorius                                                                              | Sverker Sörlin Världens ordning och Mörkret i människan, Europas idéhistoria                                              | Katarina Kieri Dansar Elias? Nej!                                                              |
| 2005 | Monika Fagerholm Den amerikanska flickan                                                             | Lena Einhorn Ninas resa                                                                                                   | Bo R. Holmberg e Katarina Strömgård Eddie Bolander & jag                                       |
| 2006 | Susanna Alakoski Svinalängorna                                                                       | Cecilia Lindqvist Qin | Per Nilsson Svenne                                                                             |
| 2007 | Carl-Henning Wijkmark Stundande natten                                                               | Bengt Jangfeldt Med livet som insats                                                                                      | Sven Nordqvist Var är min syster?                                                              |
| 2008 | Per Olov Enquist Ett annat liv                                                                       | Paul Duncan e Bengt Wanselius Regi Bergman                                                                                | Jakob Wegelius La leggenda di Sally Jones (Legenden om Sally Jones)                            |
| 2009 | Steve Sem-Sandberg Gli spodestati (De fattiga i Łódź)                                                | Brutus Östling e Susanne Åkesson Att överleva dagen                                                                       | Ylva Karlsson, Katarina Kuick, Sara Lundberg e Lilian Bäckman Skriv om och om igen             |
| 2010 | Sigrid Combüchen Cosa rimane della vita (Spill. En damroman)                                         | Yvonne Hirdman Den röda grevinnan                                                                                         | Jenny Jägerfeld Här ligger jag och blöder                                                      |
| 2011 | Tomas Bannerhed Korparna                                                                             | Elisabeth Åsbrink Och i Wienerwald står träden kvar                                                                       | Jessica Schiefauer Girls (Pojkarna)                                                            |
| 2012 | Göran Rosenberg Una breve sosta nel viaggio da Auschwitz (Ett kort uppehåll på vägen från Auschwitz) | Ingrid Carlberg Det står ett rum här och väntar på dig - Berättelsen om Raoul Wallenberg                                  | Nina Ulmaja ABC å allt om D                                                                    |
| 2013 | Lena Andersson Sottomissione volontaria (Egenmäktigt förfarande - en roman om kärlek)                | Bea Uusma Expeditionen: Min kärlekshistoria                                                                               | Ellen Karlsson e Eva Lindström Snöret, fågeln och jag                                          |
| 2014 | Kristina Sandberg Liv till varje pris                                                                | Lars Lerin Naturlära | Jakob Wegelius Mördarens apa                                                                   |
| 2015 | Jonas Hassen Khemiri Tutto quello che non ricordo (Allt jag inte minns)                              | Karin Bojs I miei primi 54000 anni (Min europeiska familj: De senaste 54 000 åren)                                        | Jessica Schiefauer När hundarna kommer                                                         |
| 2016 | Lina Wolff Gli amanti poliglotti (De polyglotta älskarna)                                            | Nina Burton Gutenberggalaxens nova: En essäberättelse om Erasmus av Rotterdam, humanismen och 1500-talets medierevolution | Ann-Helén Laestadius Tio över ett                                                              |
| 2017 | Johannes Anyuru De kommer att drunkna i sina mödrars tårar                                           | Fatima Bremmer Ett jävla solsken: En biografi om Ester Blenda Nordström                                                   | Sara Lundberg Fågeln i mig flyger vart den vill                                                |
| 2018 | Linnea Axelsson Ædnan                                                                                | Magnus Västerbro Svälten: hungeråren som formade Sverige                                                                  | Emma Adbåge La buca (Gropen)                                                                   |
| 2019 | Marit Kapla Osebol                                                                                   | Patrik Svensson Nel segno dell'anguilla (Ålevangeliet. Berättelsen om världens mest gåtfulla fisk)                        | Oskar Kroon Vänta på vind                                                                      |
| 2020 | Lydia Sandgren La famiglia Berg (Samlade verk)                                                       | Elin Anna Labba Herrarna satte oss hit:om tvångsförflyttningarna i Sverige                                                | Kristina Sigunsdotter e Ester Eriksson Humlan Hanssons hemligheter                             |
| 2021 | Elin Cullhed Euforia (Eufori. En roman om Sylvia Plath)                                              | Nils Håkanson Dolda gudar. En bok om allt som inte går förlorat i en översättning                                         | Johan Rundberg Nattkorpen                                                                      |
| 2022 | Ia Genberg I dettagli (Detaljerna)                                                                   | Nina van den Brink Jag har torkat nog många golv                                                                          | Ellen Strömberg Vi ska ju bara cykla förbi                                                     |